# Мохноногий курганник
Мохноногий курга́нник (лат. Buteo hemilasius) — хищная птица семейства ястребиных.

## Описание
Мохноногий курганник длиной от 57 до 67 см, размах крыльев от 143 до 161 см. Самцы меньше самок на одну пятую часть. Он очень похож на меньшего по размеру курганника и рассматривался ранее как его подвид. Встречаются светлые и тёмные морфы, отличающиеся большим или меньшим количеством перьев коричневого цвета. Лапы частично покрыты перьями и мелкими щитками.

## Распространение
Мохноногий курганник живёт в открытых степях, пустынях и горах, чаще на высоте от 1 000 до 4 500 м, реже на высоте 500 м или более чем 5 000 м. Зимой встречается также на высоте на уровне моря. Ареал гнездования простирается от востока Тянь-Шаня и Алтая, юга Сибири, востока и запада Маньчжурии, юга Тибета вплоть до Гималаев. Зимой мохноногие курганники встречаются в Корее, на юге Сибири, в Монголии, северном и центральном Китае, северной Индии и Туркестане, отдельные особи в Японии и на юго-востоке Ирана.